# مقاطعة سوسيكس (فيرجينيا)
 مقاطعة سوسيكس  (بالإنجليزية:  Sussex County)‏ هي إحدى المقاطعات في ولاية فيرجينيا في الولايات المتحدة الأمريكية.

## أعلام
- فرديناند كليبورن
- جون لامب
- هنري هاريسون ووكر
- توني مسنبورج
- وليم تشارلز كول كليبورن